# Једушевац
Једушевац је насељено место у општини Копривнички Бреги, Копривничко-крижевачка жупанија, Хрватска.

## Историја
До територијалне реорганизације у Хрватској био је у саставу старе општине Копривница.

## Становништво
У попису становништва из 2011. године, Једушевац је имао 116 становника.
| Број становника према пописима | Број становника према пописима | Број становника према пописима | Број становника према пописима | Број становника према пописима | Број становника према пописима | Број становника према пописима | Број становника према пописима | Број становника према пописима | Број становника према пописима | Број становника према пописима | Број становника према пописима | Број становника према пописима | Број становника према пописима | Број становника према пописима | Број становника према пописима |
| ------------------------------ | ------------------------------ | ------------------------------ | ------------------------------ | ------------------------------ | ------------------------------ | ------------------------------ | ------------------------------ | ------------------------------ | ------------------------------ | ------------------------------ | ------------------------------ | ------------------------------ | ------------------------------ | ------------------------------ | ------------------------------ |
| 1857                           | 1869                           | 1880                           | 1890                           | 1900                           | 1910                           | 1921                           | 1931                           | 1948                           | 1953                           | 1961                           | 1971                           | 1981                           | 1991                           | 2001                           | 2011                           |
| 114                            | 119                            | 101                            | 130                            | 136                            | 145                            | 147                            | 159                            | 170                            | 171                            | 182                            | 179                            | 161                            | 142                            | 118                            | 116                            |

### Попис1991.
У попису становништва из 1991. године, Једушевац је имао 142 становника, следећег националног састава:
| Попис 1991.‍  | Попис 1991.‍  | Попис 1991.‍ | Попис 1991.‍ | Попис 1991.‍ |
| ------------ | ------------ | ----------- | ----------- | ----------- |
|              |              |             |             |             |
| Хрвати       | Хрвати       |             | 110         | 77,46%      |
| Срби         | Срби         |             | 30          | 21,12%      |
| неопредељени | неопредељени |             | 2           | 1,40%       |
| укупно: 142  |              |             |             |             |

### Попис1910.
| Једушевац                                                            | Једушевац |
| -------------------------------------------------------------------- | --- |
| језик                                                                | вера |
| укупно: 145 Српски 91 (62,75%) Хрватски 45 (31,03%) остали 9 (6,20%) | <div style="border:solid transparent;position:absolute;width:100px;line-height:0; укупно: 145 Православци 91 (62,75%) Римокатолици 54 (37,24%) - (-%) |